# Geoffrey Keating
Seathrún Céitinn (Burgess, Ballylooby, próximo de Cahir, Condado de Tipperary, 1569 – 1644), conhecido em inglês como Geoffrey Keating, foi um clérigo, poeta e historiador irlandês do século XVII. Foi sepultado no Cemitério Tubrid, na paróquia de Ballylooby-Duhill.